# Actinobacillose der Schweine
Die Actinobacillose der Schweine ist eine hochansteckende bakterielle Infektionskrankheit der Hausschweine, die mit einer schweren Lungen- und Brustfellentzündung (Pleuropneumonie) einhergeht. Sie zählt in der Schweiz zu den zu bekämpfenden Tierseuchen (Gruppe 3).

## Erreger
Der Erreger der Erkrankung ist das gramnegative Stäbchen Actinobacillus pleuropneumoniae, welches relativ speziesspezifisch ist und nur eine geringe Widerstandsfähigkeit (Tenazität) gegenüber physikalischen und chemischen Einflüssen ist. Es werden zwei Biovare und 15 Serotypen unterschieden.

## Klinisches Bild
Die Actinobacillose verläuft meist perakut oder akut. Der perakute Verlauf zeigt sich in hohem Fieber, Atembeschwerden und Allgemeinstörungen und endet nach 24 Stunden tödlich. Beim akuten Verlauf sind die Symptome etwas schwächer ausgebildet, zudem kann blutiger Nasenausfluss auftreten. Die akute Erkrankung kann tödlich verlaufen oder in eine chronische Form übergehen. Der chronische Verlauf ist klinisch meist unauffällig.
Differentialdiagnostisch sind vor allem Klassische Schweinepest, Afrikanische Schweinepest, Schweineinfluenza, enzootische Pneumonie, PRRS (porcines reproductive & respiratory syndrom) sowie andere bakterielle Septikämien wie Rotlauf abzuklären.
Pathologisch-anatomisch zeigt sich eine hämorrhagisch-nekrotisierende Pleuropneumonie, bei chronischem Verlauf häufig nur eine adhäsive Pleuritits.